# Aspistor luniscutis
Aspistor luniscutis es una especie de pez de la familia Ariidae en el orden de los Siluriformes.

## Morfología
• Los machos pueden llegar alcanzar los 15 cm de longitud total.

## Hábitat
Es un pez bentopelágico y de clima tropical.

## Distribución geográfica
Se encuentra en la Guayana Francesa y Brasil.